# Kaiser-Wilhelm-Institut für Physik
Das Kaiser-Wilhelm-Institut für Physik (zunächst oft als Kaiser-Wilhelm-Institut für Physikalische Forschung bezeichnet) war ein im Jahr 1917 gegründetes Institut der Kaiser-Wilhelm-Gesellschaft zur Förderung der Wissenschaften in Berlin-Dahlem. Während das Institut zunächst ausschließlich der finanziellen Forschungsförderung diente, wurde es in den 1930er-Jahren zu einem eigenständigen Forschungsinstitut ausgebaut. Während des Zweiten Weltkriegs waren Mitarbeiter des Instituts wesentlich an den Forschungsarbeiten zum deutschen Uranprojekt beteiligt. Nach der Formulierung des Wissenschaftshistorikers Horst Kant „blieb es (nach der Gründung) fast 20 Jahre lang ein gewisses Kuriosum“, weil es außer dem Direktor und seinem Stellvertreter über kein wissenschaftliches Personal verfügte und die „Institutsanschrift (...) die Privatadresse des Direktors (war)“. 1948 wurde mit der Überführung der Kaiser-Wilhelm-Institute in die Max-Planck-Gesellschaft aus dem Kaiser-Wilhelm-Institut für Physik das Max-Planck-Institut für Physik, aus dem im Laufe seiner Geschichte mehrere andere Max-Planck-Institute hervorgingen.
Direktoren des Instituts waren nach Albert Einstein (Direktor 1917 bis 1933) Peter Debye (1935 bis 1940) und Werner Heisenberg (ab 1942).

## Gründung
Die Kaiser-Wilhelm-Gesellschaft zur Förderung der Wissenschaften war am 11. Januar 1911 mit dem Ziel gegründet worden, außeruniversitäre Forschungseinrichtungen zu gründen, die sich ausschließlich der Grundlagenforschung widmen sollten. Während der Staat die Gehälter der Wissenschaftler und Angestellten trug, wurden die einzelnen Institutsgründungen meist durch Stiftungen von privater Seite finanziert.
Bereits bei Gründung war man sich einig, dass zu den Instituten der Gesellschaft auch ein Institut für physikalische Forschung gehören sollte. Da es in Berlin mit den physikalischen Instituten der Universität und der Technischen Hochschule sowie der bereits 1887 gegründeten Physikalisch-Technischen Reichsanstalt (PTR) aber bereits drei Forschungseinrichtungen gab, die sich mit physikalischer Forschung beschäftigten, wurde die Gründung eines Kaiser-Wilhelm-Instituts für Physik allerdings zunächst nicht als von oberster Dringlichkeit eingestuft.
Als sich der Bankier Leopold Koppel, der bereits für die Gründung der Kaiser-Wilhelm-Gesellschaft großzügige Stiftungsgelder zur Verfügung gestellt hatte, bereit erklärte, auch für die physikalische Forschung Fördergelder zu gewähren, beantragten Max Planck, Walther Nernst, Fritz Haber, Heinrich Rubens und Emil Warburg Anfang 1914 beim Senat der Kaiser-Wilhelm-Gesellschaft die Gründung eines Kaiser-Wilhelm-Instituts für physikalische Forschung. Sie schlugen dabei vor, dass dem Institut nur ein kleines Gebäude zur Verfügung stehen sollte, in dem es die Möglichkeit für Sitzungen sowie Räumlichkeiten für ein Archiv, eine Bibliothek und ein Lager für physikalische Apparaturen geben sollte. Mit der Einrichtung wollte man Wissenschaftlern verschiedener Fachgebiete und verschiedener Institutionen die Möglichkeit geben, sich jeweils für einen begrenzten Zeitabschnitt zu treffen, um gemeinsam an einer konkreten wissenschaftlichen Fragestellung zu arbeiten. Im Vergleich zu einem herkömmlichen Institut mit festem Personalstamm erhoffte man sich dadurch neben Kosteneinsparungen auch einen stimulierenden Effekt für die wissenschaftliche Arbeit. Als Direktor des Institutes wurde Albert Einstein vorgeschlagen.
Am 27. Juli 1914, einen Tag vor dem Ausbruch des Ersten Weltkriegs, lehnte der Finanzminister Hermann Kühn die Bereitstellung der Mittel für die notwendige Drittelbeteiligung des Staates an dem Institut ab. Durch eine Stiftung des Berliner Fabrikanten Franz Stock in Höhe von 500.000 Mark konnte die Kaiser-Wilhelm-Gesellschaft allerdings wenige Jahre später die durch die Absage der staatlichen Finanzierung fehlenden Geldmittel selber aufbringen. So entschied der Senat der Kaiser-Wilhelm-Gesellschaft am 6. Juli 1917 – mitten im Ersten Weltkrieg, das physikalische Kaiser-Wilhelm-Institut zum 1. Oktober 1917 zu gründen.
Dem Direktorium gehörten neben Albert Einstein, dessen Position zunächst als Beständiger Ehrensekretär und erst später als Direktor bezeichnet wurde, die fünf Wissenschaftler an, die den Gründungsantrag unterzeichnet hatten. Das Kuratorium des Instituts bestand aus Vertretern der Regierung, der Kaiser-Wilhelm-Gesellschaft sowie mehreren Vertretern der Koppel-Stiftung.

## Das Institut unter Albert Einstein

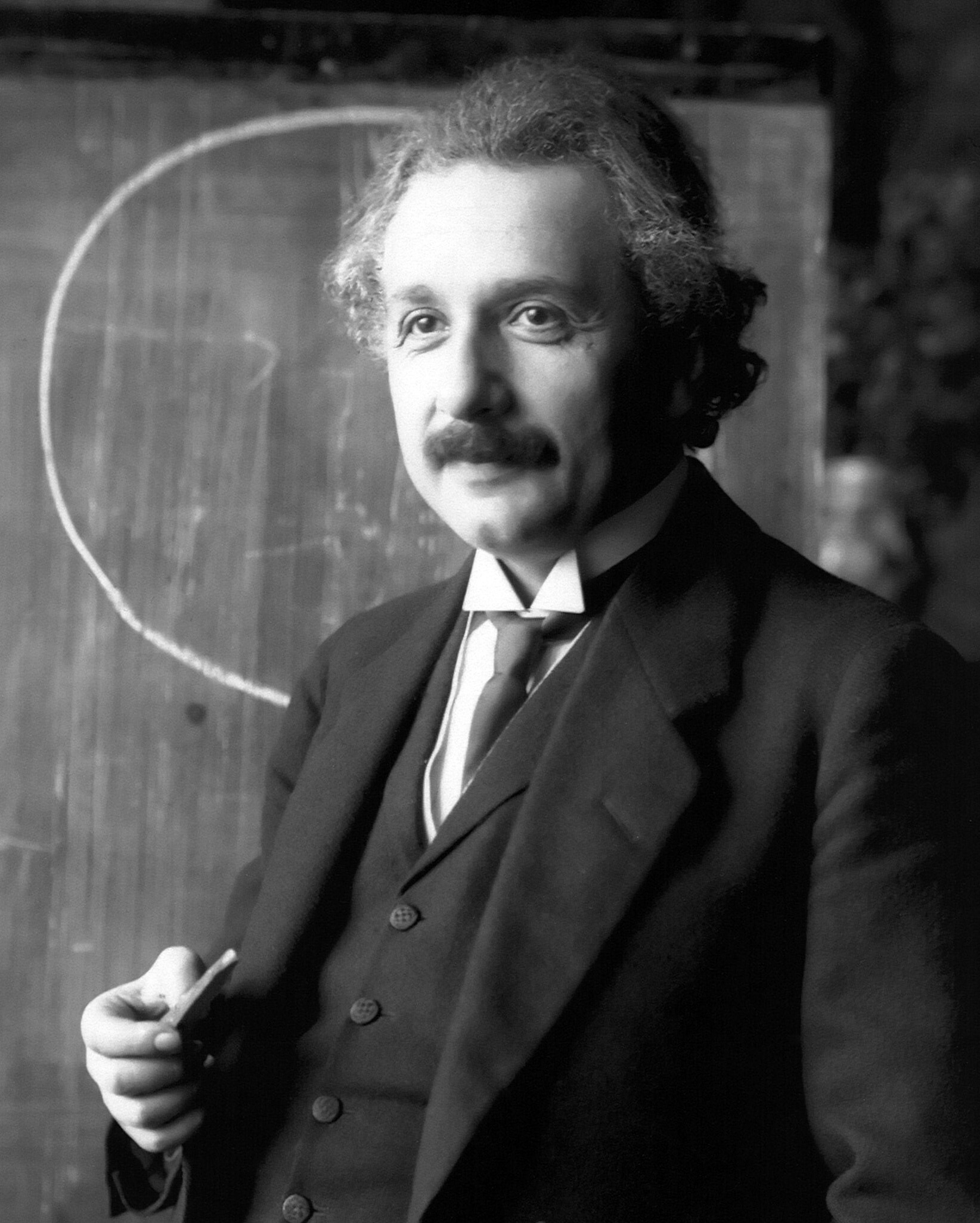
Albert Einstein war der erste Direktor des Kaiser-Wilhelm-Instituts für Physik

Das Kaiser-Wilhelm-Institut für Physik verfügte zunächst nicht über ein eigenes Institutsgebäude, die Adresse des Instituts war die Privatanschrift von Albert Einstein in der Haberlandstraße 5 in Berlin-Schöneberg. Wissenschaftler konnten beim Institut finanzielle Zuwendungen für den Ankauf von Apparaten und Ausrüstungen sowie Stipendien für die Durchführung bestimmter physikalischer Untersuchungen beantragen. Aufgabe des Direktoriums war es, die eingegangenen Anträge zu prüfen und dann eine Empfehlung an das Kuratorium auszusprechen, das schließlich über die finanziellen Zuweisungen entschied. Einziges Kriterium bei der Vergabe der Gelder war die Wiederbelebung der physikalischen Forschung, die während des Ersten Weltkriegs fast völlig zum Erliegen gekommen war.
Die durch finanzielle Förderung des Instituts angeschafften Geräte und Instrumente blieben Eigentum des Kaiser-Wilhelm-Instituts für Physik, das sie bei Bedarf später wieder anderen Wissenschaftlern leihweise zur Verfügung stellte. Durch geschickte Verwendung der zur Verfügung stehenden Mittel ermöglichte das Institut die Bearbeitung zahlreicher physikalischer Grundlagenfragen an verschiedenen Instituten, so dass es einen wesentlichen Beitrag zur physikalischen Forschung in der Nachkriegszeit leisten konnte. Die ursprüngliche Idee, dass in dem Institut Wissenschaftler verschiedener Forschungseinrichtungen zusammenkommen sollten, um bestimmte wissenschaftliche Fragestellungen für eine begrenzte Zeit gemeinsam zu bearbeiten, wurde allerdings nie realisiert, wohl auch, weil Albert Einstein als Direktor kein großes Interesse an der damit verbundenen Zunahme der Verwaltungsarbeit hatte.
In der Zeit zwischen 1918 und 1920 war der Astronom Erwin Freundlich, der an der Prüfung der Allgemeinen Relativitätstheorie arbeitete, der einzige wissenschaftliche Mitarbeiter des Instituts.
1921 wurde Max von Laue in das Direktorium des Instituts gewählt, der bereits kurze Zeit später zum stellvertretenden Direktor ernannt wurde. Einstein, der von Oktober 1922 bis Anfang 1923 eine Vortragsreise in den Fernen Osten, nach China und Japan, Palästina und schließlich Spanien unternahm und dem am 9. November 1922 der Nobelpreis für Physik für das Jahr 1921 verliehen worden war, überließ ihm nach und nach die Geschäftsführung des Instituts. Während Einstein als Direktor ein Gehalt in Höhe von 5.000 Mark pro Jahr bezog, erhielt Laue, der als ordentlicher Professor an der Universität Berlin tätig war, kein Gehalt für seine Tätigkeit am Kaiser-Wilhelm-Institut für Physik.
Durch die Inflation schrumpften die dem Kaiser-Wilhelm-Institut für Physik zur Verfügung stehenden Mittel. 1920 war zudem die Notgemeinschaft der deutschen Wissenschaft gegründet worden, die zunehmend die Aufgabe der finanziellen Forschungsförderung übernahm. Dadurch nahm die Bedeutung des Kaiser-Wilhelm-Instituts für Physik als Fördereinrichtung für die physikalische Forschung im Laufe der 1920er-Jahre stetig ab.
Damit das Institut der physikalischen Grundlagenforschung weiterhin von Nutzen sein konnte, stellte das Direktorium auf von Laues Initiative hin im Jahr 1927 einen Antrag auf die Gründung eines Kaiser-Wilhelm-Instituts für theoretische Physik, die durch Ausbau des bestehenden Kaiser-Wilhelm-Instituts für Physik umgesetzt werden sollte. In dem Antrag legte das Direktorium dar, dass die theoretische Physik auf experimentelle Einrichtungen angewiesen ist, die auch an den anderen physikalischen Instituten in Berlin nicht zur Verfügung standen. Da der Kaiser-Wilhelm-Gesellschaft aber zu diesem Zeitpunkt die notwendigen finanziellen Mittel fehlten, musste der Antrag zunächst abgelehnt werden.
Im November 1929 unternahm das Direktorium, in dem mittlerweile Erwin Schrödinger als Nachfolger Emil Warburgs vertreten war, einen weiteren Versuch über die Berliner Akademie. Emil Warburgs Sohn, der Biochemiker Otto Warburg, der seit 1918 am Kaiser-Wilhelm-Institut für Biologie in Berlin-Dahlem arbeitete, erhielt auf einer Vortragsreise in den USA das Angebot der Rockefeller Foundation, ihm ein eigenes Institut für Zellphysiologie in Deutschland zu finanzieren. Da Warburg sich aus einer engen Zusammenarbeit mit Wissenschaftlern aus dem Fachgebiet der Physik einen großen Vorteil für seine eigenen Forschungsarbeiten versprach, setzte er sich dafür ein, dass ein Teil des bereitgestellten Geldes für das geplante Institut für Physik verwendet wurde.
Einstein, der selbst kein Interesse an der Position des Direktors des neuen Instituts hatte, setzte sich dafür ein, dass von Laue diese Aufgabe übernahm. Allerdings führten notwendige Etatkürzungen in der Kaiser-Wilhelm-Gesellschaft dazu, dass diese sich nicht in der Lage sah, die laufenden Kosten zu decken, so dass die Gründung des Institutes zunächst verschoben werden musste. Max Planck, der seit Juli 1930 Präsident der Kaiser-Wilhelm-Gesellschaft war, und die Physiker des Instituts der Universität strebten eine enge Zusammenarbeit zwischen dem neu zu gründenden Institut und dem Universitätsinstitut für Physik am Reichstagsufer an, weshalb sie sich darauf einigten, dass nach der für 1933 anstehenden Emeritierung von Walther Nernst als Ordinarius für Physik an der Berliner Universität die beiden Direktorenstellen durch eine einzige Person besetzt werden sollten. Während Planck James Franck favorisierte, standen auf der Berufungsliste der Universität Hans Geiger aus Tübingen und Otto Stern aus Hamburg.
Die nationalsozialistische Machtübernahme im Januar 1933 machte diese Überlegungen zunichte, James Franck und Otto Stern, die beide jüdischer Abstammung waren, emigrierten in die USA, ebenso Albert Einstein. Karl Weissenberg leitete danach bis zu seiner eigenen Emigration in September 1933 kommissarisch das Institut. Max von Laue lehnte die Position als Direktor angesichts der geänderten politischen Umstände ab. Planck bot den Direktorenposten daraufhin dem Leipziger Professor Peter Debye an, der 1932 als Nachfolger Walter Nernsts mit der Begründung abgelehnt worden war, dass sein Fachgebiet der theoretischen Physik an der Berliner Universität bereits durch andere Wissenschaftler besetzt sei. In Debye sah Planck, der die zukünftige Bedeutung der Atomforschung vorhersah, allerdings den geeignetsten Wissenschaftler für die Direktorenposition am neuen physikalischen Institut.
Ein Einspruch des Präsidenten der Physikalisch-Technischen Reichsanstalt Johannes Stark, der versuchte, die theoretische Physik nicht zu stark werden zu lassen, verzögerte Debyes Berufung, konnte sie schließlich aber nicht verhindern. Debye erfuhr erst im Dezember 1933, dass mit dem Direktorenposten am Kaiser-Wilhelm-Institut auch die Physikprofessur an der Universität verbunden war. Da er gehofft hatte, sich, befreit von den Verpflichtungen einer Professur, als Direktor des Instituts mehr der Forschung widmen zu können, und zudem darauf bestand, seine niederländische Staatsbürgerschaft behalten zu können, zogen sich die Besetzungsverhandlungen schließlich bis Ende 1935 hin. Debye wurde schließlich im März 1936 rückwirkend zum 1. Oktober 1935 zum Direktor des Instituts und Professor an der Universität berufen.

## Der Institutsbau

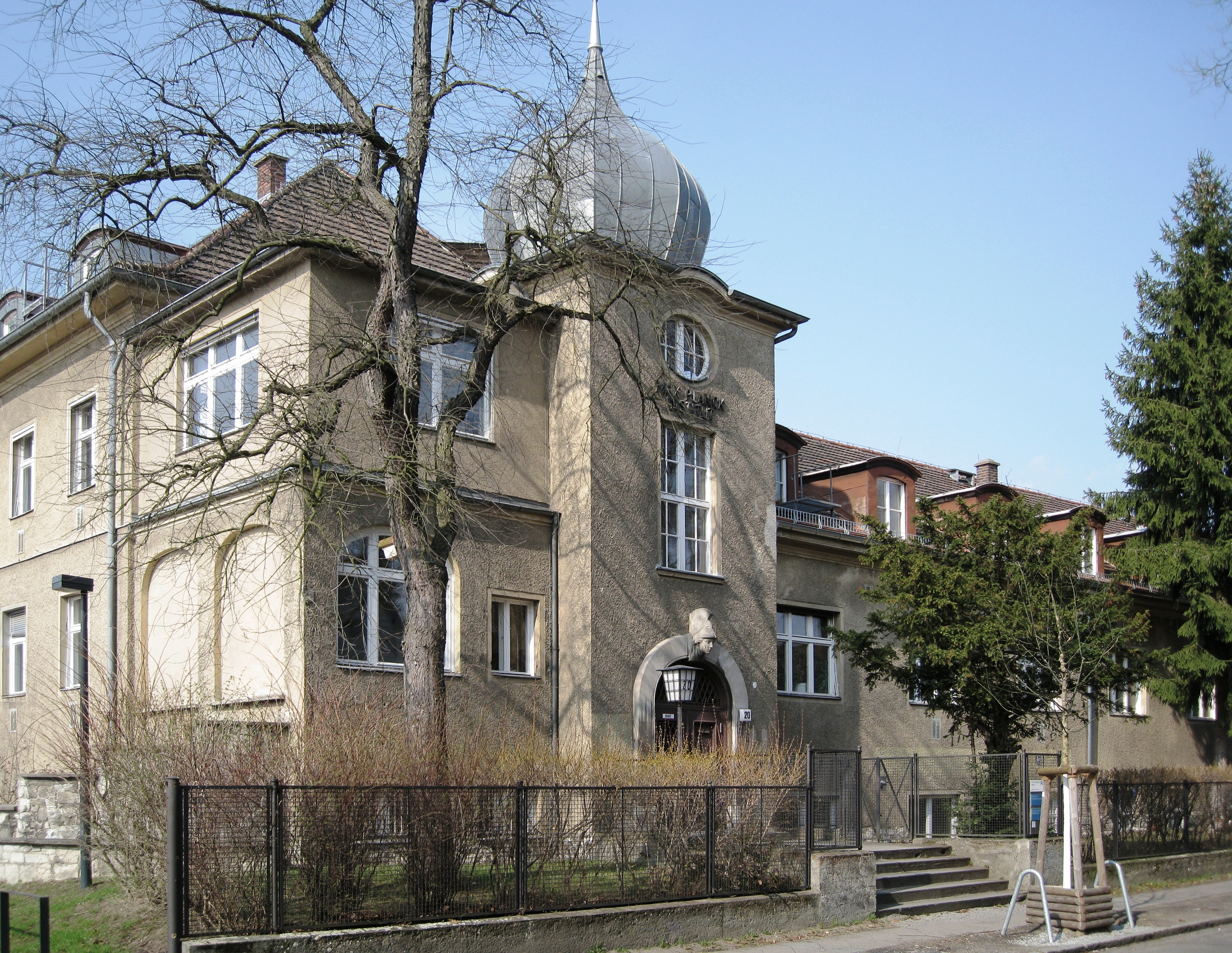
Das ehemalige Hauptgebäude des Kaiser-Wilhelm-Instituts für Physik

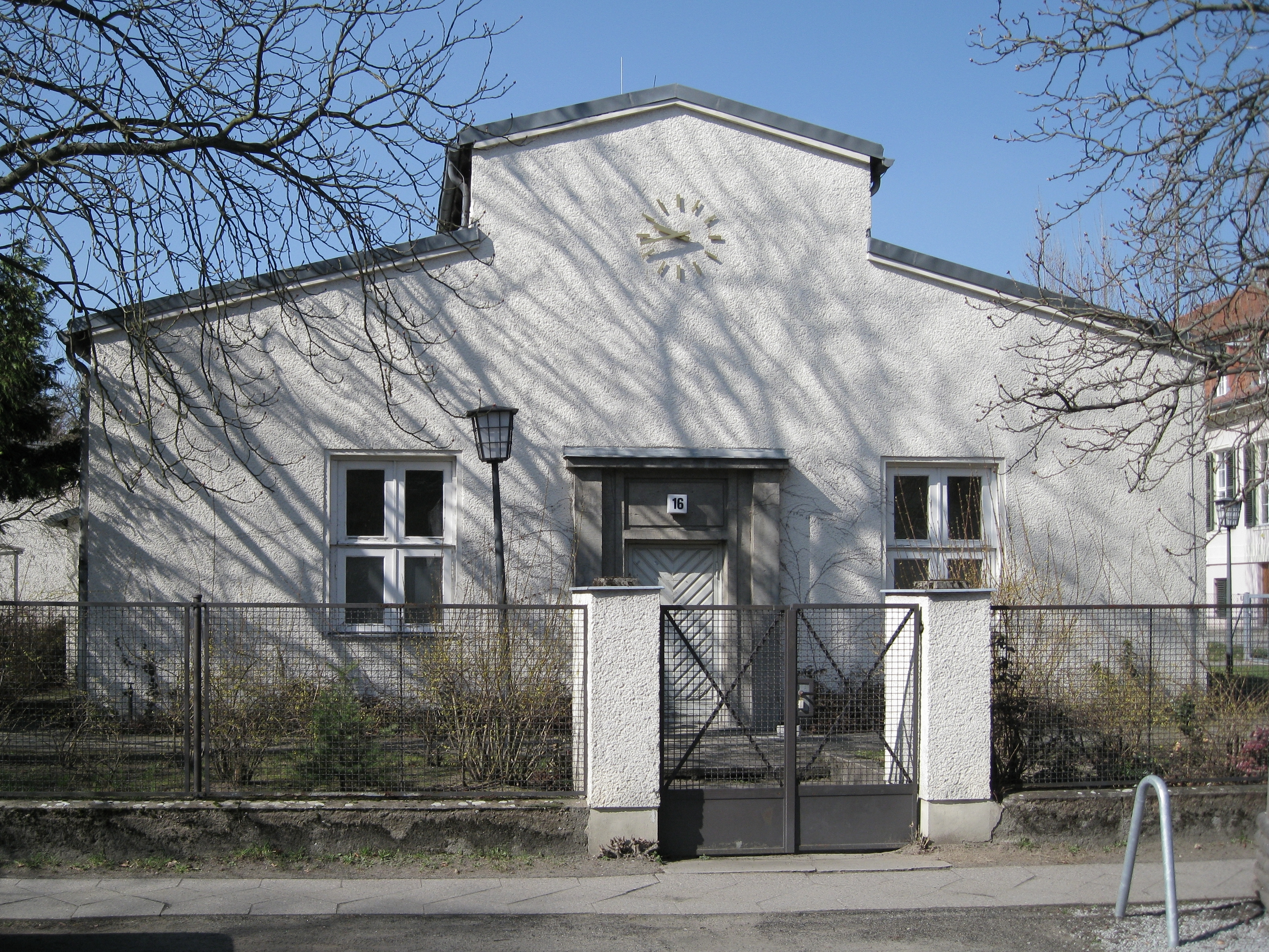
Das ehemalige Kältelaboratorium

Bereits 1930 wurde als Bauplatz für das Institut ein Grundstück in unmittelbarer Nachbarschaft zu Otto Warburgs Kaiser-Wilhelm-Institut für Zellphysiologie in Berlin-Dahlem vorgesehen. Nachdem die Rockefeller Foundation 1935 die Auszahlung einer Summe von 360.000 $ zugesagt hatte, wurde 1936 mit dem Neubau des Institutsgebäudes nach Plänen des Architekten Carl Sattler begonnen. Die Forschungsarbeiten konnten bereits im Frühjahr 1937 aufgenommen werden, die offizielle Schlüsselübergabe an Peter Debye erfolgte am 30. Mai 1938 im Rahmen der 27. Hauptversammlung der Kaiser-Wilhelm-Gesellschaft in Dahlem.
Debye hatte bereits vor den Verhandlungen mit der Kaiser-Wilhelm-Gesellschaft eine Gastprofessur von Oktober 1934 bis April 1935 in Lüttich zugesagt. Nach seiner Rückkehr wirkte er aktiv an der Bauplanung für das Institut mit, unterstützt durch seinen Assistenten aus Leipzig Ludwig Bewilogua. Er legte dabei Wert darauf, dass die Laboratorien so ausgestattet wurden, dass sie sich für wissenschaftliche Experimente zu möglichst allen Gebieten der Physik eigneten. Entsprechend den vorgesehenen zukünftigen Forschungsschwerpunkten des Instituts im Bereich der Kernphysik sowie Arbeiten im tiefen Temperaturbereich in der Nähe des absoluten Nullpunktes sorgte er aber auch für eine spezielle bauliche Ausstattung. So wurde am Westende des Hauptflügels ein etwa 20 m hoher Turm mit einem Durchmesser von 15 m errichtet, der später oft als „Turm der Blitze“ bezeichnet wurde, in dem eine Hochspannungsanlage der Firma Siemens & Halske untergebracht wurde. Mit dieser aus Mitteln der Deutschen Forschungsgemeinschaft finanzierten und in Deutschland einmaligen Anlage sollten Atomumwandlungsprozesse untersucht werden. Außerdem wurde ein aus Sicherheitsgründen vom Haupthaus getrenntes Kältelaboratorium errichtet, in dem ab Mitte 1937 flüssige Luft und flüssiger Wasserstoff erzeugt werden konnten. Nach der Fertigstellung einer zweiten Ausbaustufe konnten hier am Ende des Jahres 1938 durch magnetokalorische Verfahren auch Temperaturen unterhalb der Heliumtemperatur erzeugt werden.
Im Vorfeld der Eröffnung kam es zu Streitigkeiten über die Namensgebung des neuen Instituts. In Anlehnung an das Harnack-Haus, das Gesellschaftshaus der Kaiser-Wilhelm-Gesellschaft, hatten einige Senatoren vorgeschlagen, das neue Institut zu Ehren des Präsidenten der Gesellschaft „Max-Planck-Institut“ zu nennen. Der Reichsminister für Wissenschaft, Erziehung und Volksbildung Bernhard Rust erfuhr erst im Mai 1937 durch einen von Philipp Lenard und Johannes Stark eingereichten Protest von diesem Vorhaben, sah darin einen Affront gegen die Parteipolitik und legte Protest gegen die Benennung ein. Da auf der Einweihung des Instituts 1939 auch Vertreter der Rockefeller Foundation anwesend waren, konnte Rust aber nicht mehr öffentlich eingreifen, so dass das Institut hier öffentlich den Namen Max-Planck-Institut erhielt. Dieser Name stand in großen Buchstaben über dem Eingang des Instituts, während im Putz neben der Tür der offizielle Name Kaiser-Wilhelm-Institut für Physik eingraviert war.

## Das Institut unter Peter Debye

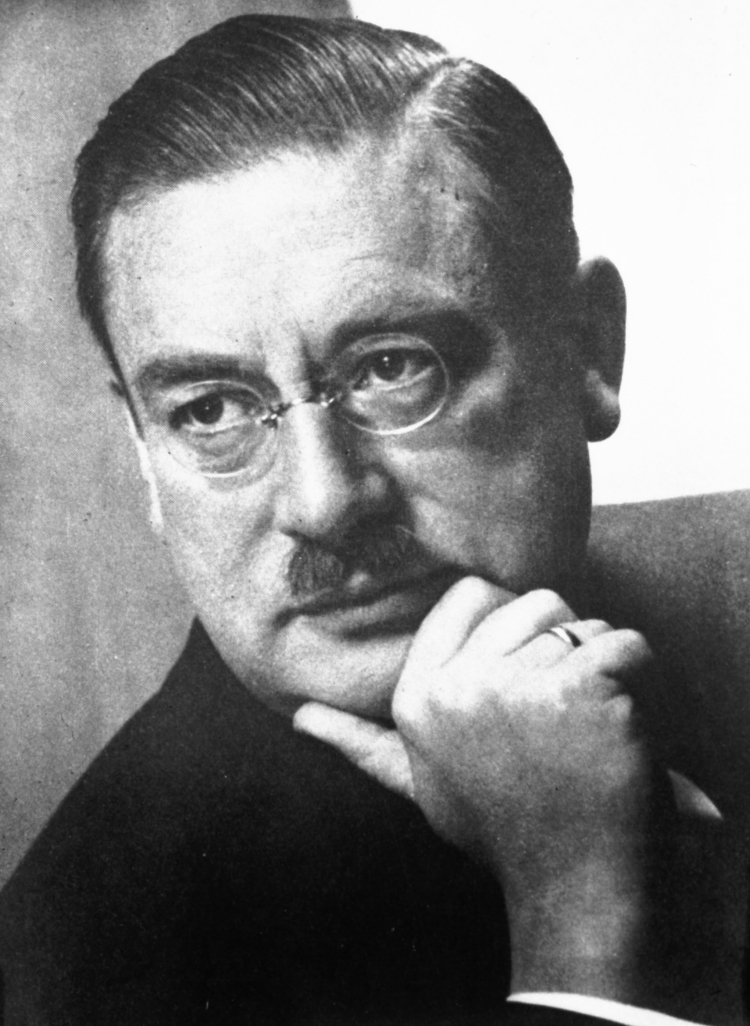
Unter Peter Debye wurde das Kaiser-Wilhelm-Institut für Physik zu einem Forschungsinstitut ausgebaut

Am Kaiser-Wilhelm-Institut waren neben Peter Debye als Direktor mit Max von Laue als dessen Stellvertreter und Hermann Schüler, dem Leiter der spektroskopischen Abteilung, zwei weitere Professoren beschäftigt. Außerdem arbeiteten hier mit Ludwig Bewilogua, Wilhelm van der Grinten, Wilhelm Ramm, Friedrich Rogowski, Carl Friedrich von Weizsäcker und Karl Wirtz sechs wissenschaftliche Assistenten und zusätzlich ein Stamm von technischen Mitarbeitern. Vier der wissenschaftlichen Assistenten waren schon in die Aufbauphase des Instituts involviert gewesen; Bewilogua war in Leipzig Doktorand bei Debye gewesen und leitete in Berlin den Aufbau des Kältelaboratoriums; Ramm, den Debye ebenfalls aus Leipzig mitgebracht hatte, und van der Grinten, den er aus Lüttich mitgebracht hatte, waren am Aufbau des Hochspannungslabors beteiligt; und Rogowski war für die Anlage der spektroskopischen Abteilung verantwortlich. Von Weizsäcker und Wirtz kamen erst im Jahr 1937 an das Institut.
Zwischen 1936 und 1939 arbeiteten an dem Institut zahlreiche Gastwissenschaftler aus verschiedenen Ländern. In dieser Zeit waren unter anderem Heinz Haber, Horst Korsching und Georg Menzer als Doktoranden an dem Institut tätig.
Debye, dem 1936 der Nobelpreis für Chemie verliehen worden war, galt als liberaler Direktor, der seinen wissenschaftlichen Mitarbeitern einen großen Freiraum bei der Schwerpunktsetzung ihrer Forschungsarbeiten gewährte. Die Vergabe des Friedensnobelpreises an Carl von Ossietzky im Jahr 1935 veranlasste die Nationalsozialisten zu einer Kampagne gegen den Preis, die im Januar 1937 in einem Erlass Adolf Hitlers gipfelte, in dem Deutschen die Annahme des Nobelpreises verboten wurde. In dem im Juni 1937 veröffentlichten Tätigkeitsbericht der Kaiser-Wilhelm-Gesellschaft wurde die Nobelpreisvergabe an Debye trotzdem stolz hervorgehoben, was nur möglich war, weil Debye seine holländische Staatsbürgerschaft behalten hatte. Debye hielt sich aber später an eine vertrauliche Mitteilung des Reichserziehungsministeriums vom Oktober 1937, in der ihm die Einreichung von Vorschlägen für Kandidaten, die ihm als Preisträger offiziell zustand, untersagt wurde, und unterbreitete keine Vorschläge an das Nobelpreiskomitee.
Peter Debye arbeitete in seiner Zeit als Direktor des Kaiser-Wilhelm-Instituts Berlin an drei Themenbereichen der Physik: an den dielektrischen Eigenschaften und „quasikristallinen Strukturen“ von Flüssigkeiten, an der Theorie des 1938 von Klaus Clusius und Gerhard Dickel entwickelten Isotopentrennverfahrens sowie an der Tieftemperaturphysik.

## Das Kaiser-Wilhelm-Institut für Physik im Zweiten Weltkrieg

### Beschlagnahme durch das Heereswaffenamt

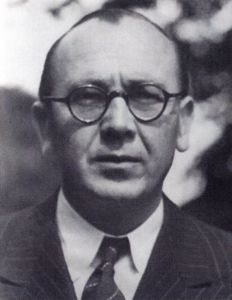
Kurt Diebner leitete das Institut nach der Beschlagnahme durch das Heereswaffenamt

Im Dezember 1938 gelang Otto Hahn und Fritz Straßmann, die am Kaiser-Wilhelm-Institut für Chemie arbeiteten, die Kernspaltung des Urans, woraus sich bisher ungeahnte Möglichkeiten der Energiegewinnung auftaten. Weltweit erkannten Physiker aber auch die Möglichkeiten zur militärischen Nutzung dieser Technologie in Form der Atombombe. Im April 1939 wurde das Reichserziehungsministerium durch die Göttinger Wissenschaftler Georg Joos und Wilhelm Hanle auf mögliche Einsatzgebiete der Uranspaltung hingewiesen; daraufhin berief es am 29. April 1939 eine Expertensitzung in Berlin ein, an der unter anderem Walther Bothe, Gerhard Hoffmann und Peter Debye teilnahmen. Es wurde die Einrichtung eines Uranprojektes zur Erforschung der Kernenergiegewinnung beschlossen; Hanle, Joos und ihr Göttinger Kollege Reinhold Mannkopff wurden mit den Forschungsarbeiten betraut.
Der Ausbruch des Zweiten Weltkrieges am 1. September 1939 verstärkte das Interesse an der Entwicklung einer Atombombe. Das Heereswaffenamt beschloss deshalb, das als äußerst dringlich eingestufte Projekt intensiver zu kontrollieren. Um die Frage nach der technischen Realisierbarkeit der Energiegewinnung durch die Kernspaltung und deren Möglichkeiten zu einer militärischen Nutzung eindeutig zu beantworten, sollte ein am Heereswaffenamt angesiedeltes, geheimes Uranprojekt initiiert werden, weshalb den Göttinger Wissenschaftlern der Forschungsauftrag wieder entzogen wurde, indem das Heereswaffenamt sie im August 1939 zu militärischen Übungen einzog.
Kurt Diebner, der Leiter des Heereswaffenamtes, wollte das Projekt an einem Ort konzentrieren. Die zu einem Arbeitstreffen zusammengekommenen Wissenschaftler setzten sich aber mit ihrem Vorschlag durch, das Projekt an mehreren verschiedenen Instituten anzusiedeln. Neben dem Kaiser-Wilhelm-Institut für Physik wurden auch das Berliner Kaiser-Wilhelm-Institut für Chemie, die Heeresversuchsstelle Gottow, das Institut für Physikalische Chemie an der Universität Hamburg unter Leitung von Paul Harteck, die Abteilung für Physik am Heidelberger Kaiser-Wilhelm-Institut für medizinische Forschung unter Leitung von Walther Bothe, das Wiener Institut für Radiumforschung unter Leitung von Georg Stetter sowie das Physikalische Institut der Universität Leipzig mit Werner Heisenberg und Robert Döpel einbezogen. Die Oberleitung des Projektes lag bei Kurt Diebner, der das Kaiser-Wilhelm-Institut für Physik zum Zentralsitz des Projektes bestimmte.
Peter Debye wurde auf Wunsch des Erziehungsministeriums und des Heereswaffenamtes beurlaubt. Als er sich weigerte, die deutsche Staatsangehörigkeit anzunehmen, wurde ihm Institutsverbot erteilt. Daraufhin entschloss er sich, eine Einladung der Cornell University in Ithaca zu einer sechsmonatigen Gastprofessur anzunehmen. Er verließ Europa Mitte Januar 1940 per Schiff und nutzte den offiziell zunächst nur als zeitlich begrenzt geplanten Aufenthalt in den USA, um sich dort mit seiner Familie dauerhaft niederzulassen. Er nahm noch 1940 die US-amerikanische Staatsbürgerschaft an. Schließlich erhielt er Mitte des Jahres 1941 eine feste Anstellung am Fachbereich Chemie der Cornell University. Sowohl in den Personalakten der Berliner Universität als auch beim Kaiser-Wilhelm-Institut wurde er bis fast zum Kriegsende lediglich als „beurlaubt“ geführt. Da er aufgrund seiner holländischen Staatsangehörigkeit offiziell aus Deutschland ausreisen konnte, gilt er nicht als vor den Nationalsozialisten Emigrierter.
Nach Debyes Fortgang wurde der Großteil des Kaiser-Wilhelm-Instituts beschlagnahmt und zum 1. Januar 1940 der formellen Leitung des Heereswaffenamtes unterstellt. Diebner, der sich im Institut ein eigenes Büro einrichtete, übernahm zusammen mit dem Oberregierungsrat Walter Basche die Geschäftsführung für das Heereswaffenamt, die Geschäftsführung für den Rest des Instituts, der bei der Kaiser-Wilhelm-Gesellschaft belassen wurde, wurde an Debyes ehemaligen Assistenten Ludwig Bewilogua übertragen. Von den ehemaligen Mitarbeitern Debyes wurden Horst Korsching, von Carl-Friedrich von Weizsäcker und Karl Wirtz dem Uranprojekt zugeteilt, die Arbeitsgruppe wurde bald durch Fritz Bopp, Paul Müller und Karl-Heinz Höcker verstärkt. Max von Laue und Hermann Schüler einschließlich ihrer Assistenten wurden der bei der Kaiser-Wilhelm-Gesellschaft verbliebenen Abteilung zugeordnet und konnten weiter an ihren ursprünglichen Forschungsthemen arbeiten.
Insgesamt arbeiteten in den beteiligten Instituten etwas über 100 Wissenschaftler am Uranprojekt. Während in der Kernforschung der westlichen alliierten Ländern vor allem die militärischen Einsatzmöglichkeiten im Fokus standen, widmeten sich die deutschen Forscher zunächst vor allem der grundlegenden Frage nach der Herstellung eines Reaktors und den Möglichkeiten zur Beschaffung des dazu benötigten Urans. Heisenberg, dem in Leipzig wichtige Fortschritte bei der Theorie der Reaktorkonstruktion gelangen, war bereits ab 1940 als theoretischer Berater an den Reaktorversuchen im Kaiser-Wilhelm-Institut für Physik beteiligt, ab 1941 übernahm er deren vollständige theoretische Betreuung und Auswertung. Schließlich wurde er 1941 zusammen mit Otto Hahn vom Kaiser-Wilhelm-Institut für Chemie zum wissenschaftlichen Gesamtleiter des Projektes bestimmt.

### Das Institut unter Werner Heisenberg

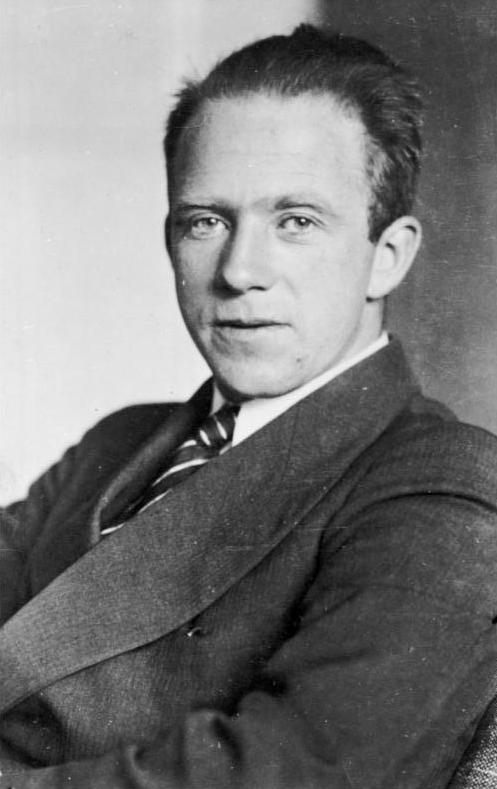
Heisenberg leitete das Kaiser-Wilhelm-Institut für Physik ab 1942 und blieb bis zu seiner Emeritierung im Jahr 1970 dessen Direktor

Da man schließlich nicht mehr daran glaubte, die Atomtechnologie kurzfristig für militärische Zwecke nutzen zu können, wurde das Heereswaffenamt im Mai 1942 von oberster Stelle aufgefordert, das Uranprojekt abzugeben. Die Kaiser-Wilhelm-Gesellschaft sah darin die Chance, ihr Physikinstitut zurückzubekommen und gleichzeitig weiter an dem Projekt beteiligt zu sein. Die Mitarbeiter des Kaiser-Wilhelm-Instituts für Physik setzten sich zusammen mit Otto Hahn und Adolf Butenandt dafür ein, Werner Heisenberg als neuen Direktor des Instituts zu berufen, der sich schließlich gegen Walter Bothe als weiteren Bewerber durchsetzen konnte. Die administrative Leitung des Uranprojektes wurde dem Reichsforschungsrat übertragen, der zeitgleich dem Erziehungsministerium entzogen und direkt dem Reichsmarschall Hermann Göring unterstellt wurde. Dieser wiederum ernannte Abraham Esau, den Präsidenten der Physikalisch-Technischen Reichsanstalt, zu seinem Bevollmächtigten für das Uranprojekt.
Obwohl das Uranprojekt das Forschungsvorhaben mit der höchsten Priorität am Institut war, bemühte sich Heisenberg von Anfang an, das wissenschaftliche Programm des Instituts um neue Themengebiete der Physik zu erweitern und das Institut mit anderen Instituten verschiedener Fachgebiete zu vernetzen. So führte er ein Biologisch-physikalisches Kolloquium zu Fragen der Strahlungsbiologie und der Physik der Eiweißstoffe durch, zu dem neben ihm und seinen Mitarbeitern Wirtz und von Weizsäcker auch Karl Friedrich Bonhoeffer vom Kaiser-Wilhelm-Institut für physikalische und Elektrochemie und Nikolai Timofeeff-Ressovskyn vom Kaiser-Wilhelm-Institut für Hirnforschung Vorträge am Institut hielten. Mit einem weiteren, mehrsemestrigen Kolloquium über Höhenstrahlung brachte er sein bisheriges Schwerpunktthema den Wissenschaftlern am Institut nahe, da er beabsichtigte, seine Forschungsarbeiten zu diesem Thema später auch in Berlin fortzuführen. Die Vorträge wurden später in einem Buch veröffentlicht, das lange Jahre Gültigkeit behielt und nach dem Krieg auch ins Englische übersetzt wurde. Nur ein Teil der Forschungen zur Nutzung der Kernenergie stand unter Geheimhaltung, insgesamt bestand großes wissenschaftliches Interesse an den Forschungsarbeiten zu diesem Themengebiet. Heisenberg hielt deshalb unter anderem eine Vorlesungsreihe an der Technischen Hochschule Berlin über die Anwendungsmöglichkeiten dieser Technologie in der Physik, der Chemie und der Medizin, aus der ebenfalls ein Buch entstand.
Insgesamt wurde die wissenschaftliche Arbeit an dem Institut zunehmend durch die Auswirkungen des Zweiten Weltkrieges erschwert. Um einen energieerzeugenden Reaktor herstellen zu können, mussten als Großversuch angelegte Experimente durchgeführt werden. Für diese wurde auf dem Gelände des Kaiser-Wilhelm-Instituts ein eigenes Bunkerlaboratorium errichtet. Heisenberg gelang es, eine enge Zusammenarbeit mit seinem vorherigen Konkurrenten Walter Bothe, der in Heidelberg an der Herstellung eines Zyklotrons arbeitete, herzustellen, so dass dieser ihm zeitweise einige seiner wissenschaftlichen Mitarbeiter, darunter Ewald Fünfer, überließ.
Ab dem Sommer 1943 wurde das Kaiser-Wilhelm-Institut für Physik schrittweise in das baden-württembergische Hechingen verlegt, da der Standort in der Reichshauptstadt Berlin durch Bombenangriffe zu gefährlich geworden war. Der Reaktor wurde in einem Felsenkeller unter der Haigerlocher Schloßkirche untergebracht, wo neben den Mitarbeitern vom Kaiser-Wilhelm-Institut für Physik um Werner Heisenberg auch Wissenschaftler aus Bothes Heidelberger Institut zusammen versuchten, ihn zum Funktionieren zu bringen. Das Kriegsende verhinderte aber schließlich den kurz bevorstehenden Erfolg.

## Das Institut nach Kriegsende

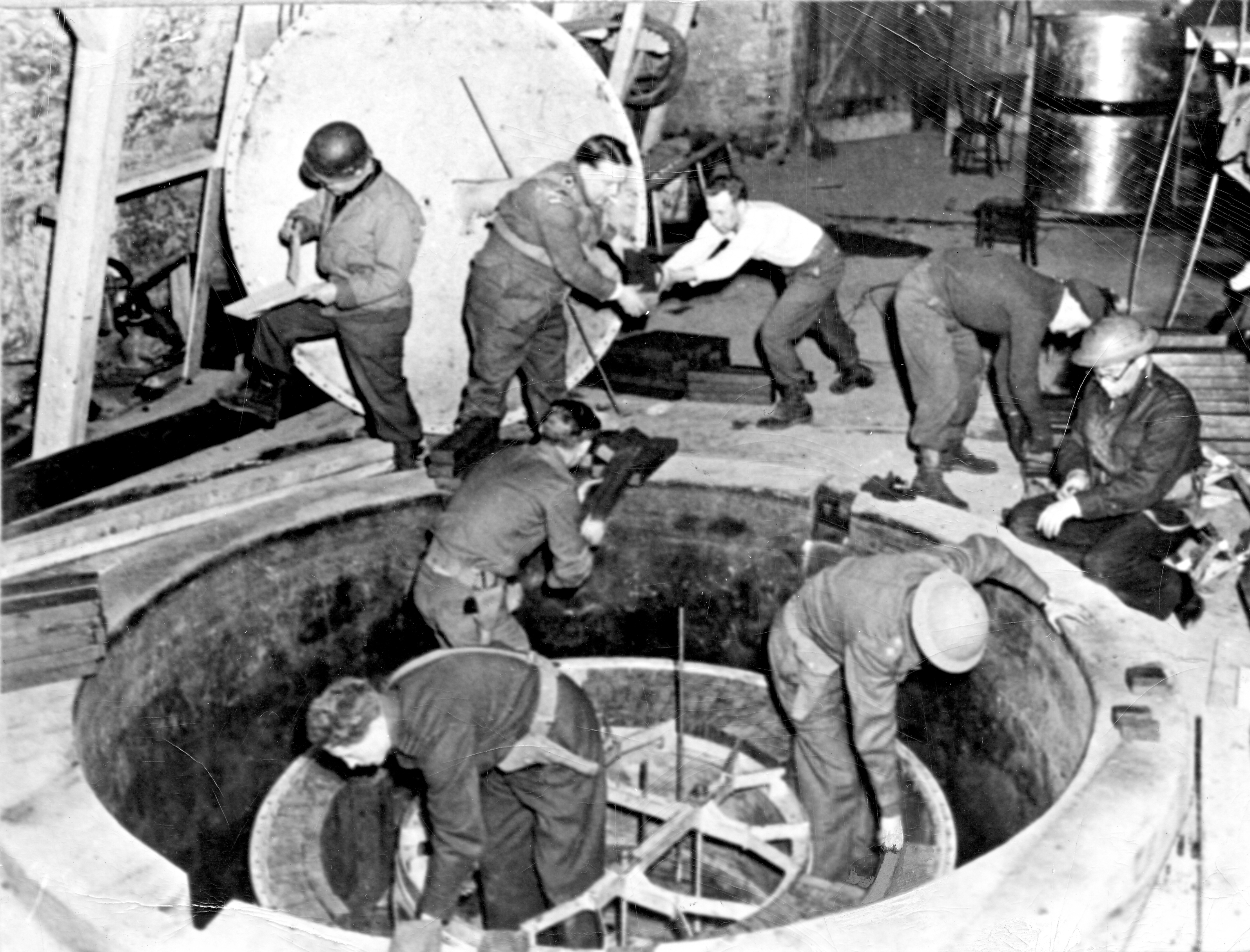
Demontage des Reaktors in Haigerloch durch Mitarbeiter der ALSOS-Mission

Ende April 1945 wurden in Hechingen und Urfeld mit Erich Bagge, Horst Korsching, Max von Laue, Carl Friedrich von Weizsäcker und Karl Wirtz sechs Mitarbeiter des Kaiser-Wilhelm-Instituts für Physik durch Mitglieder der ALSOS-Mission gefangen genommen und zusammen mit Kurt Diebner, Otto Hahn, Paul Harteck und Walther Gerlach, die ebenfalls am deutschen Uranprojekt beteiligt gewesen waren, im Rahmen der Operation Epsilon für sechs Monate auf dem englischen Landsitz Farm Hall interniert. Die Gespräche der Wissenschaftler wurden vollständig abgehört und protokolliert, um Erkenntnisse zum Stand der deutschen Kernforschung, insbesondere zu deren militärischen Nutzung zu gewinnen.
Die Truppen der ALSOS-Mission demontierten die in Haigerloch vorhandenen Versuchsanlagen und beschlagnahmten eine Reihe von Forschungsberichten. Die verbliebenen Mitarbeiter und Reste der Ausstattung wurden der einrückenden französischen Armee überlassen.
Das Institutsgebäude in Berlin-Dahlem hatte den Zweiten Weltkrieg weitgehend unbeschadet überstanden. Die dort verbliebenen Apparaturen und Instrumente, insbesondere das Kältelaboratorium wurden nach Kriegsende durch die Rote Armee demontiert und in die Sowjetunion überführt. Auch einige Mitarbeiter, unter ihnen Ludwig Bewilogua, wurden als Gefangene in die Sowjetunion verbracht.
Das Institut wurde nach dem Krieg zunächst in Hechingen unter sehr eingeschränkten Bedingungen weitergeführt. Nach der Rückkehr der in Farm Hall internierten Wissenschaftler Anfang 1946 wurde das Kaiser-Wilhelm-Institut für Physik unter Leitung von Werner Heisenberg und Max von Laue in den Gebäuden der ehemaligen Aerodynamischen Versuchsanstalt in Göttingen wieder aufgebaut. Als Grundausstattung dienten einige Apparaturen der Versuchsanstalt.

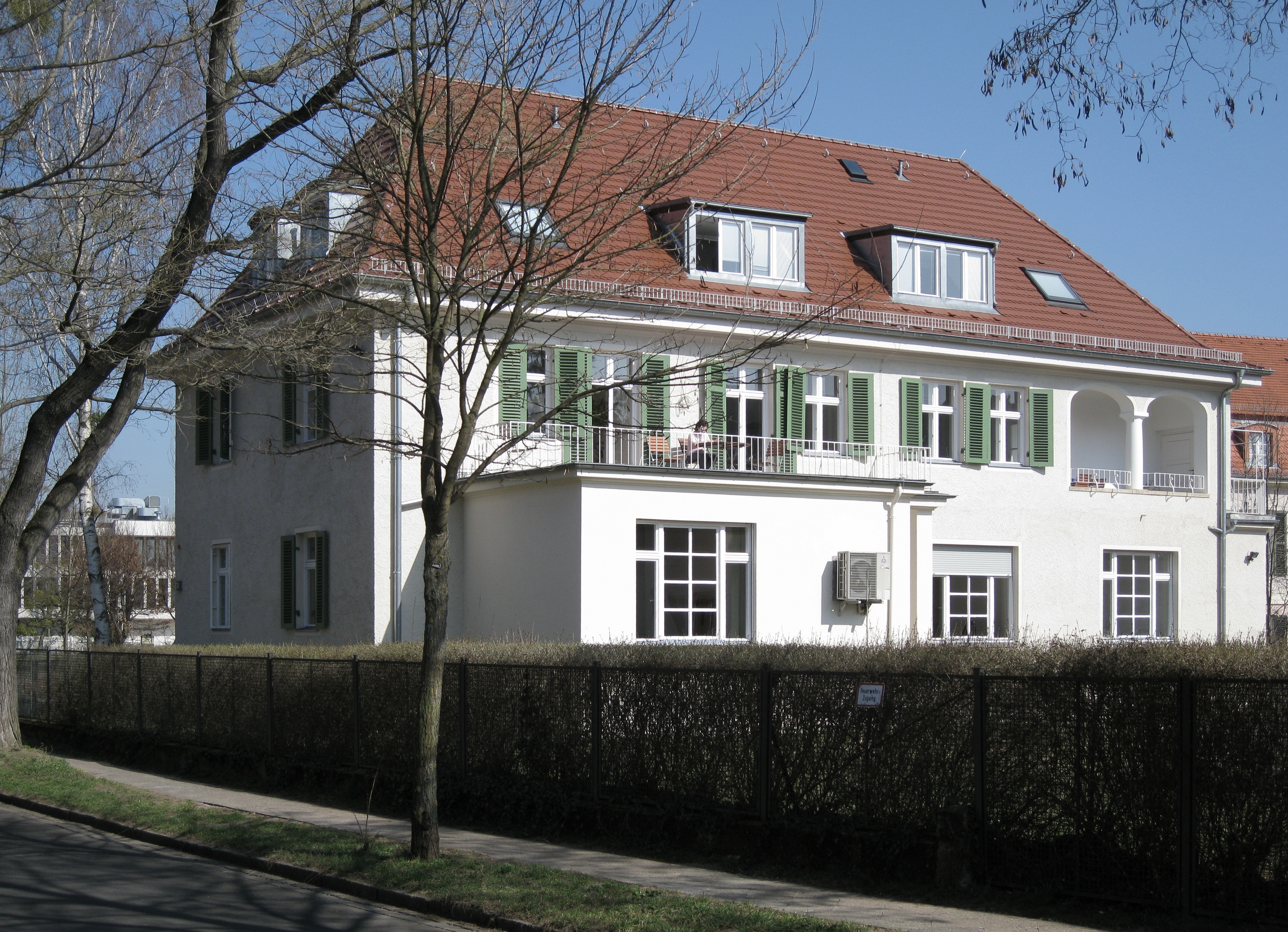
In der ehemaligen Direktorenvilla des Kaiser-Wilhelm-Instituts befindet sich heute eine Zweigstelle des Max-Planck-Instituts für Wissenschaftsgeschichte

Da das Gesetz Nr. 25 des Alliierten Kontrollrates, das die naturwissenschaftliche Forschung im Nachkriegsdeutschland regelte, alle Untersuchungen, die militärischen Zwecken dienten, untersagte und darüber hinaus generell Forschungen auf dem Gebiet der angewandten Kernphysik verbot, konnten die im Rahmen des Uranprojektes begonnenen Arbeiten nicht fortgesetzt werden. Das Gesetz behielt in Westdeutschland bis zu den Pariser Verträgen vom Mai 1955 Gültigkeit. Heisenberg musste für das Institut deshalb neue Arbeitsschwerpunkte definieren. Er etablierte eine von Karl Wirtz geleitete experimentelle Abteilung, die das relativ neue Gebiet der Elementarteilchenphysik bearbeitete, sowie eine theoretische Abteilung Theoretische Physik unter Carl Friedrich von Weizsäcker, die sich den physikalischen Grundlagen der Sternenentwicklung und den damit verbundenen Fragestellungen der Gasdynamik widmete. Max von Laue hatte weiterhin die Position des stellvertretenden Direktors inne und auch Bagge und Korsching waren nach ihrer Rückkehr aus England weiter als wissenschaftliche Assistenten am Institut beschäftigt. 1947 wurde am Kaiser-Wilhelm-Institut eine eigene astrophysikalische Abteilung gegründet, zu deren Leiter Ludwig Biermann berufen wurde.
Im Februar 1948 wurde in Göttingen die Max-Planck-Gesellschaft als Nachfolgeorganisation der Kaiser-Wilhelm-Gesellschaft gegründet, an die die Kaiser-Wilhelm-Institute, die in der britischen und amerikanischen Besatzungszone lagen, angegliedert wurden. Das Kaiser-Wilhelm-Institut für Physik wurde ab diesem Zeitpunkt als Max-Planck-Institut für Physik weitergeführt.
1955 wurde das Institut auf Wunsch von Werner Heisenberg nach München verlegt. Da Heisenberg beschloss, sich auch – nachdem 1955 kernphysikalische Forschungen wieder gestattet waren –, nicht mehr mit Kernphysik zu befassen, wurde das Institut in „Max-Planck-Institut für Physik und Astrophysik“ umbenannt. 1960 ging aus dem Institut das eigenständige Max-Planck-Institut für Plasmaphysik hervor. 1991 wurde das Max-Planck-Institut für Physik und Astrophysik in das Max-Planck-Institut für Physik, das Max-Planck-Institut für Astrophysik und in das Max-Planck-Institut für extraterrestrische Physik aufgespalten.
Das ehemalige Hauptgebäude des Kaiser-Wilhelm-Instituts für Physik in der Boltzmannstraße in Berlin-Dahlem wurde nach dem Krieg an die Freie Universität Berlin vermietet, die dort zunächst das Institut für Physik unterbrachte. Später wurde es vom Fachbereich Wirtschaftswissenschaften genutzt. Der „Turm der Blitze“ wurde ab 1999 vom Archiv der Max-Planck-Gesellschaft genutzt. Im ehemaligen Bunkerlabor befindet sich heute das Archiv der Freien Universität. In der ehemaligen Direktorenvilla des Instituts ist seit 2009 ein Teil des Max-Planck-Instituts für Wissenschaftsgeschichte untergebracht.